# Kniphofia brachystachya
Kniphofia brachystachya là một loài thực vật có hoa trong họ Thích diệp thụ. Loài này được (Zahlbr.) Codd miêu tả khoa học đầu tiên năm 1964.